# Apataniana tschuktschorum
Apataniana tschuktschorum är en nattsländeart som beskrevs av Levanidova 1979. Apataniana tschuktschorum ingår i släktet Apataniana och familjen Apataniidae. Inga underarter finns listade i Catalogue of Life.